# Olympische Sommerspiele 1988/Kanu – Einer-Kajak 1000 m (Männer)
Die Wettkämpfe im Einer-Kajak über 1000 Meter bei den Olympischen Sommerspielen 1988 wurden vom 27. September bis 1. Oktober auf der Misari Regattastrecke ausgetragen.
Olympiasieger wurde der amtierende Weltmeister im Einer-Kajak über 1000 und 10.000 Meter, der US-Amerikaner Gregory Barton.

## Ergebnisse

### Vorläufe
Die jeweils ersten drei Boote qualifizierten sich direkt für das Halbfinale, die restlichen Boote für die Hoffnungsläufe.

#### Vorlauf 1
| Rang | Athleten         | Nation             | Zeit        |
| ---- | ---------------- | ------------------ | ----------- |
| 1    | Gregory Barton   | Vereinigte Staaten | 3:42,26 min |
| 2    | Dmitri Bankowski | Sowjetunion        | 3:43,32 min |
| 3    | Philippe Boccara | Frankreich         | 3:44,37 min |
| 4    | José Garcia      | Portugal           | 3:44,53 min |
| 5    | Dirk Ulaszewski  | BR Deutschland     | 3:45,10 min |
| 6    | José Reyes       | Spanien            | 3:57,92 min |

#### Vorlauf 2
| Rang | Athleten       | Nation         | Zeit        |
| ---- | -------------- | -------------- | ----------- |
| 1    | Ferenc Csipes  | Ungarn         | 3:41,87 min |
| 2    | Morten Ivarsen | Norwegen       | 3:43,10 min |
| 3    | Grant Davies   | Australien     | 3:43,52 min |
| 4    | Patrick Holmes | Irland         | 3:52,67 min |
| 5    | Ivan Lawler    | Großbritannien | 3:54,85 min |
| 6    | Luk Kwok Sun   | Hongkong       | 4:27,84 min |

#### Vorlauf 3
| Rang | Athleten       | Nation           | Zeit        |
| ---- | -------------- | ---------------- | ----------- |
| 1    | Gunnar Olsson  | Schweden         | 3:41,60 min |
| 2    | André Wohllebe | DDR              | 3:42,07 min |
| 3    | Attila Szabó   | Tschechoslowakei | 3:46,70 min |
| 4    | Alan Thompson  | Neuseeland       | 3:48,10 min |
| 5    | Carl Beaumier  | Kanada           | 4:00,63 min |
| 6    | Atilio Vásquez | Argentinien      | 4:01,35 min |
| 7    | Kim Dong-soo   | Südkorea         | 4:10,42 min |

### Hoffnungsläufe
Die ersten drei Boote der Hoffnungsläufe erreichten das Halbfinale. 

#### Hoffnungslauf 1
| Rang | Athleten       | Nation         | Zeit        |
| ---- | -------------- | -------------- | ----------- |
| 1    | José Garcia    | Portugal       | 3:51,14 min |
| 2    | José Reyes     | Spanien        | 3:53,39 min |
| 3    | Carl Beaumier  | Kanada         | 3:55,27 min |
| 4    | Atilio Vásquez | Argentinien    | 3:58,06 min |
| 5    | Ivan Lawler    | Großbritannien | 3:59,69 min |

#### Hoffnungslauf 2
| Rang | Athleten        | Nation         | Zeit        |
| ---- | --------------- | -------------- | ----------- |
| 1    | Alan Thompson   | Neuseeland     | 3:46,20 min |
| 2    | Dirk Ulaszewski | BR Deutschland | 3:46,46 min |
| 3    | Patrick Holmes  | Irland         | 3:46,92 min |
| 4    | Kim Dong-soo    | Südkorea       | 4:05,51 min |
| 5    | Luk Kwok Sun    | Hongkong       | 4:30,20 min |

### Halbfinalläufe
Die ersten drei Boote der Halbfinals erreichten das Finale.

#### Halbfinale 1
| Rang | Athleten       | Nation             | Zeit        |
| ---- | -------------- | ------------------ | ----------- |
| 1    | Gregory Barton | Vereinigte Staaten | 3:40,96 min |
| 2    | Morten Ivarsen | Norwegen           | 3:41,86 min |
| 3    | Attila Szabó   | Tschechoslowakei   | 3:43,44 min |
| 4    | José Garcia    | Portugal           | 3:44,00 min |
| 5    | Patrick Holmes | Irland             | 3:49,26 min |

#### Halbfinale 2
| Rang | Athleten         | Nation     | Zeit        |
| ---- | ---------------- | ---------- | ----------- |
| 1    | André Wohllebe   | DDR        | 3:39,98 min |
| 2    | Ferenc Csipes    | Ungarn     | 3:40,17 min |
| 3    | Philippe Boccara | Frankreich | 3:41,01 min |
| 4    | Alan Thompson    | Neuseeland | 3:45,40 min |
| 5    | Carl Beaumier    | Kanada     | 3:55,58 min |

Boccara qualifizierte sich als Dritter für das Finale, zog dann aber zurück, weshalb Thompson im Finale antrat.

#### Halbfinale 3
| Rang | Athleten         | Nation         | Zeit        |
| ---- | ---------------- | -------------- | ----------- |
| 1    | Gunnar Olsson    | Schweden       | 3:38,82 min |
| 2    | Dmitri Bankowski | Sowjetunion    | 3:42,14 min |
| 3    | Grant Davies     | Australien     | 3:42,66 min |
| 4    | Dirk Ulaszewski  | BR Deutschland | 3:44,17 min |
| 5    | José Reyes       | Spanien        | 3:48,35 min |

### Finale
| Rang | Athleten         | Nation             | Zeit        |
| ---- | ---------------- | ------------------ | ----------- |
| 1    | Gregory Barton   | Vereinigte Staaten | 3:55,27 min |
| 2    | Grant Davies     | Australien         | 3:55,28 min |
| 3    | André Wohllebe   | DDR                | 3:55,55 min |
| 4    | Dmitri Bankowski | Sowjetunion        | 3:56,49 min |
| 5    | Gunnar Olsson    | Schweden           | 3:56,84 min |
| 6    | Alan Thompson    | Neuseeland         | 3:56,91 min |
| 7    | Attila Szabó     | Tschechoslowakei   | 3:57,52 min |
| 8    | Morten Ivarsen   | Norwegen           | 3:59,18 min |
| 9    | Ferenc Csipes    | Ungarn             | 4:00,30 min |